# Entogonia
Entogonia là một chi bướm đêm thuộc họ Geometridae.